# Encyclia davidhuntii
Encyclia davidhuntii är en orkidéart som beskrevs av Carl Leslie Withner och M.Fuente. Encyclia davidhuntii ingår i släktet Encyclia och familjen orkidéer. Inga underarter finns listade i Catalogue of Life.